# Donald Scott
Donald Scott (Fort Lauderdale, 23 de febrero de 1992) es un deportista estadounidense que compite en atletismo, especialista en la prueba de triple salto.
Ganó una medalla de bronce en el Campeonato Mundial de Atletismo en Pista Cubierta de 2022, en el triple salto. Participó en los Juegos Olímpicos de Tokio 2020, ocupando el séptimo lugar en su especialidad.

## Palmarés internacional
| Campeonato Mundial en Pista Cubierta | Campeonato Mundial en Pista Cubierta | Campeonato Mundial en Pista Cubierta | Campeonato Mundial en Pista Cubierta |
| Año                                  | Lugar                                | Medalla                              | Prueba                               |
| ------------------------------------ | ------------------------------------ | ------------------------------------ | ------------------------------------ |
| 2022                                 | Belgrado (Serbia)                    | Medalla de bronce                    | Triple salto                         |